# Thomas Bouch
Sir Thomas Bouch est un ingénieur ferroviaire anglais de l'époque victorienne, né le 25 février 1822 à Thursby, Cumbria en Angleterre, mort le 30 octobre 1880 à Moffat en Écosse. Il vécut à Édimbourg. Il est l'inventeur du caisson et du navire roulier.

## Biographie

### Pont sur le Tay
Thomas Bouch conçut le premier pont ferroviaire sur le Tay lorsqu'il travaillait pour la Compagnie des chemins de fer du Nord et d'Édimbourg. La reine Victoria traversa ce pont à bord d'un train à l'ouverture officielle en 1878 et anoblit Bouch en le faisant  chevalier. Ce pont s'effondra sous un train, le 28 décembre 1879, lors d'une tempête, faisant 75 victimes. L'enquête publique révéla que la compagnie de chemin de fer avait sacrifié la sécurité et la durabilité afin de réduire les coûts. La réutilisation de poutres tombées dans la mer lors de la construction du pont a pu être un des facteurs de l'effondrement.

### Projet de pont suspendu sur le Forth
La conception de Thomas Bouch pour le pont du Forth avait été acceptée et les fondations commencées, mais le projet fut arrêté avec la catastrophe ferroviaire du pont sur le Tay. Benjamin Baker et John Fowler proposent alors une conception entièrement différente avec un pont cantilever et non un pont suspendu comme l'avait proposé Bouch.
À la fin de sa vie, Thomas Bouch s'est retiré à Moffat, car sa santé se détériorait. Il mourut alors que l'enquête publique sur le désastre du pont du Tay était toujours en cours. Il est enterré à Édimbourg.

## Réalisations
- Hownes Gill Viaduct (1858)
- Pont de Newcastle(1871)
- Redheugh Bridge (1870)
- Pont sur le Tay (1877)